# El M'Ghair
El M'Ghair, (en arabe : المغير), est une commune d'Algérie, située dans la wilaya d'El M'Ghair dont elle est le chef-lieu.

## Géographie

### Situation
Le territoire de la commune d'El M'Ghair est situé au centre de la wilaya.
| Oum Touyour               | Oum Touyour  | Oum Touyour                  |
| Besbes (wilaya de Biskra) | El M'Ghair   | Hamraia                      |
| Tendla                    | Sidi Khellil | M'Naguer (wilaya de Ouargla) |

### Localités de la commune
La commune d'El M'Ghair est composée de quatre localités :
- Dendouga
- El M'Ghair
- N'Sigha
- Zérig

## Histoire

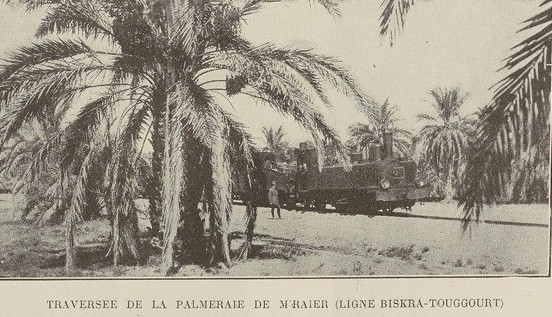
Palmeraie de El M'Ghair dans les années 1920.

## Personnalités
- Belgacem Haba